# غيلمانتون (نيوهامشير)
غيلمانتون (بالإنجليزية: Gilmanton, New Hampshire)‏ هي بلدة أمريكية تقع في الولايات المتحدة في مقاطعة بلكناب. يقدر عدد سكانها بـ 3,777 نسمة ومساحتها 152.8 كم2 وترتفع عن سطح البحر 301 متر.

## معرض صور

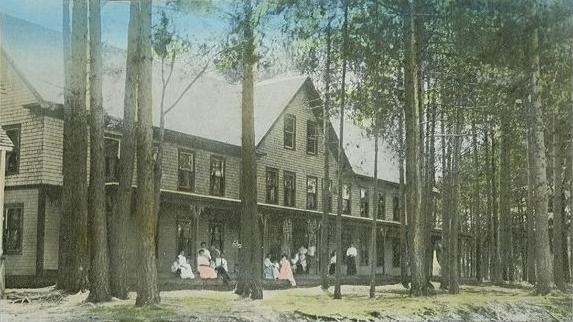
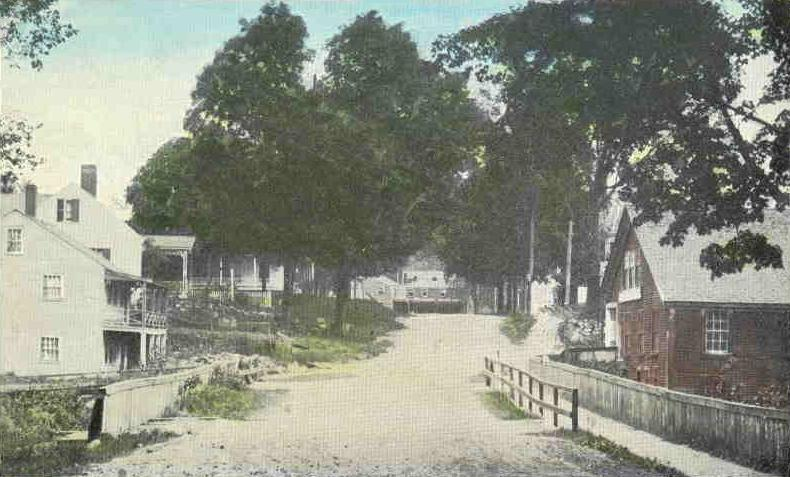
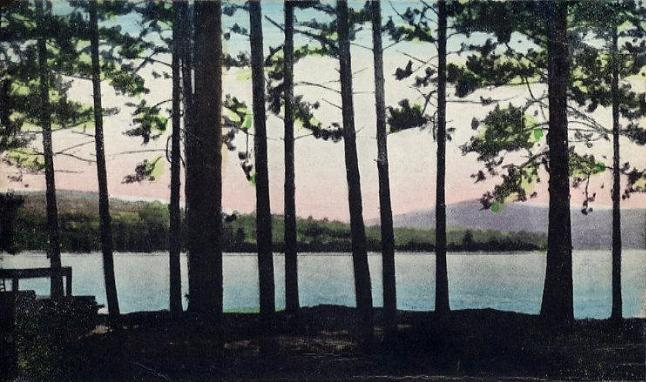

## أعلام
- جون آر. فرينش
- ويليام بريسكوت
- هيرمان ويبستر مدجت
- ديفيد كوت